# Cyril Hermans
Cyril Hermans (11 september 1996) is een Belgisch hockeyer.

## Levensloop
Hermans komt uit voor Royal Daring HC.
Daarnaast is hij actief bij het Belgisch zaalhockeyteam. Met de Indoor Red Lions nam hij onder meer deel aan het wereldkampioenschap van 2023.